# Гродненский государственный музей истории религии
Гродненский государственный музей истории религии (бел. Гродзенскі дзяржаўны музей гісторыі рэлігіі) — музей в городе Гродно Беларуси.

## История музея
Гродненский государственный музей истории религии – единственный музей в Беларуси данного профиля.
Музей расположен в стенах дворца середины XVIII века. В его экспозиционных залах представлена история религий и культуры Беларуси от древности до сегодняшнего дня. Миссия музея – познакомить с историей и культурой народов, живущих в Беларуси, воспитать культуру толерантности к представителям различных национальностей и конфессий.
История музея началась в городе Полоцке. По решению Бюро ЦК КПБ и приказа Министерства культуры БССР в 1973 году был открыт Республиканский музей атеизма под руководством Германа Васильевича Чернова в городе Полоцк. Основная задача заключалась в создании списков экспонатов по истории религии и атеизма, а также комплектовании фондового запаса Республиканского музея атеизма. В 1977 году музей переименован в Республиканский музей атеизма и истории религии и был перемещен в город Гродно. Музей возглавил Алексей Никифорович Карпюк. Во время переезда из Полоцка в Гродно в музее было 1817 единиц хранения. Благодаря его директору А. Н. Карпюку музейные ресурсы увеличились на 5925 единиц хранения. Главным в начале работы музея считалась реконструкция памятника религиозной архитектуры Свято-Борисо-Глебского Коложского храма, поставленного приказом управления культуры № 28 от 27 июня 1977 года на затраты заведения.
Музей расположился по улице Новозамковая, 3 (ныне улица Давыда Городенского) в здании монастыря XVIII века. С 1979 по 1985 год на территории монастыря проведены реставрационные работы под руководством архитектора Галины Жаровиной. В результате реконструкции музея дополнительно открылось 15 выставочных помещений общей площадью свыше 2200 м кв. Открытие музея состоялось в 1985 году. В музее были собраны рукописи, картины, произведения скульптуры, этнографические коллекции и коллекции монет. В 1989 году переименован в Белорусский государственный музей истории религии. Кроме научной работы музей занимается просветительской деятельностью. В музее организуются тематические экскурсии, концерты старинной музыки и научные конференции и читаются лекции.
Музейные строения в течение 1992—1998 годов перешли в распоряжение возрожденному православному Свято-Рождество-Богородичному женскому монастырю. В1992 году строение по улице Замковой, 16 перешло в распоряжение "Управления по восстановлению и сохранности исторических и культурных памятников" облисполкома и это здание стало использованием музеем. Лишь в августе 2005 года по причине устранения УП «Гродно-Реставрация» музей разместился в двухэтажном особняке, считающимся памятником зодчества периода классицизма с деталями барокко конца первой половины XVIII в. и нуждался в реконструкции и оборудования под музей.
26 июля 2005 года памятник культуры «Белорусский государственный музей истории религии» был переименован в Гродненский государственный музей истории религии. Реконструкция здания началась в 2006 году. Реставрационные работы закончились в 2009 году и открылась первая выставка «Эпоха. Время. Здание», которая знакомит с различными направлениями культуры города конца XVIII — начала XX вв., два экспозиционных помещения и музыкальный зал на 90 мест.
В 2010 году в реставрированных музейных помещениях открылись экспозиции «Пой Господe, всея земля» (к фестивалю религиозных песнопений), «Пасха — праздников праздник», «В Гродно их можно встретить чаще всего».
Иудейское религиозное сообщество в Гродно в ноябре 2013 года отдало в распоряжение музея два зала на первом этаже трехэтажного правого строения в Великой хоральной синагоге (по улице Большая Троицкая, 59 А), где находится выставка «Музей на Троицкой», показывающая людей, сыгравших большую роль в процессе становления мировой и еврейской культуры.

## Достижения
- Грамота «За сохранение белорусского наследия и развития историко-культурного туризма» XXI Республиканского туристического конкурса «Познай Беларусь» в номинации «Музей года» — подноминация «Республиканские/областные (включая минские городские) музеи» (15 декабря 2023 года)[4].